# Fietssnelweg F8
De fietssnelweg of fietsostrade F8 Leuven - Mechelen vertrekt ter hoogte van station Leuven en loopt via Wilsele, Wijgmaal, Haacht, Kampenhout, Boortmeerbeek en Muizen naar het station Mechelen. Hetzelfde traject Leuven-Mechelen wordt verzorgd door de N26 voor het wegverkeer en lijn 53 voor het spoorverkeer.
De F8 loopt over quasi de gehele lengte naast het Kanaal Leuven-Dijle. De totale lengte bedraagt 25 kilometer. Tussen Weisetter (Kampenhout) en Mechelen loopt de kanaalweg parallel aan de N26.

## Traject
Het jaagpad langs het kanaal Leuven-Dijle werd in 2016 door de provincie Vlaams-Brabant uitgebouwd als fietssnelweg F8 Leuven-Mechelen. De F8 is een volledige fietssnelweg; alle delen zijn afgewerkt en befietsbaar, hoewel er nog verbeteringen gepland staan ter hoogte van het station van Mechelen.

## Plaatsen langs de F8
Volgende plaatsen liggen langs de F8:
- Station Leuven
- Station Wijgmaal (quasi)
- Station Hambos (quasi)
- Kampenhout-Sas
- ZOO Planckendael
- Station Mechelen